# Саловей, Питер
Питер Саловей (англ. Peter Salovey; 21 февраля 1958,   Кембридж, штат Массачусетс ) — американский социальный психолог, 23-й президент Йельского университета (2013—2024), член Американской академии искусств и наук.

## Биография
Питер Саловей родился в семье Рональда и Эйлен Саловей, профессора физической химии и медсестры.
Профессиональное образование получил в Стэнфордском университете (бакалавр искусств, 1980; магистр искусств, 1980) и в Йельском университете (магистр наук, 1983; магистр психологии, 1984; доктор психологии, 1986).
С 1986 года на научной и преподавательской работе в Йельском университете, с 1995 года — профессор, в 2000—2003 годах — заведующий кафедрой психологии, 2003—2004 годах — декан Высшей школы искусств и наук, в 2004—2008 годах — декан колледжа, в 2008—2013 годах — проректор университета, в 2013—2024 годах — президент Йельского университета.

## Научная деятельность
Питер Саловей является автором десятка книг и более сотни статей, посвященных исследованию проблем эмоций и поведению. Совместно с профессором Университета Нью-Гэмпшира Джоном Д. Майером[en] и Дэвидом Карузо[de] (из Йельского университета) разработал теорию «Эмоционального интеллекта».

## Признание
- 2009 год — почетный доктор Университета Претории, ЮАР
- 2013 год — член Американской академии искусств и наук
- 2015 год — почетный доктор Гарвардского университета